# Maison natale de Louis Mandrin
Pour les articles homonymes, voir Mandrin.
La maison natale de Louis Mandrin est située sur la commune de Saint-Étienne-de-Saint-Geoirs dans le département de l'Isère en France. Elle est construite en 1515 et est acquise par la famille Mandrin en 1644.

## Historique
Louis Mandrin y naît le 11 février 1725 et la quitte en 1752. Cette maison de trois étages, ancienne châtellenie, est située au centre du bourg. Elle s'appuyait à l'époque sur des arcades ; la maison formait « poêle » ; ce qui faisait du rez-de-chaussée, ouvert sur l'extérieur, un espace public.